# Raketa mena
 (octobre 2012).
Pour plus de détails, voir Fiche technique et Distribution.
Raketa mena (littéralement « cactus rouge ») est un film documentaire malgache réalisé en 2007.

## Synopsis
Sur le littoral de l’Androy, région la plus au Sud de Madagascar, les conditions climatiques autorisent rarement les pêcheurs à exercer leur métier. Les dunes envahissent les plages et de grandes superficies de terres cultivables sont ensevelies jour après jour. Le pire ? Il manque le plus élémentaire des besoins : l’eau. Pour calmer la faim et la soif, tout le village se rabat sur le « raketa mena », un cactus qui répond au nom scientifique tout à fait charmant d’Opuntia stricta. Ce cactus rouge est en fait une plante invasive qui assèche les terres. Que fait l’état dans tout ça ?

## Fiche technique
- Réalisation : Hery A. Rasolo
- Production : Hery A. Rasolo alias IZANY S’IZANY
- Scénario : Hery A. Rasolo
- Image : Hery A. Rasolo
- Montage : Hery A. Rasolo
- Son : Hery A. Rasolo
- Musique : Hery A. Rasolo, Roak’Atsimo

## Récompenses
- Ciné Sud de Cozès 2007